# شهریار وقفی‌پور
شهریار وقفی‌پور (زادهٔ خرداد ۱۳۵۶) شاعر، نویسنده، مترجم، منتقد ادبی و برگزیده دومین دوره جایزه شعر احمد شاملو است، همچنین او فعال در حیطه روان‌کاوی و ادبیات (نظریه و نقد، تألیف) است. او فارغ‌التحصیل دورهٔ کارشناسی مهندسی مکانیک (از دانشگاه صنعتی شریف) و کارشناسی ارشد فلسفهٔ هنر (از دانشگاه هنر) است. عضویت در هیئت داوران چندین مسابقهٔ ادبی، از جمله جایزهٔ منتقدان و نویسندگان مطبوعاتی، جایزه ادبی احمد شاملو و جایزهٔ ادبی والس، از فعالیت‌های مهم اوست. کتاب اعتیاد وقفی‌پور در جایزهٔ کتاب سال ۱۳۸۵ «واو» به عنوان اثر شایستهٔ تقدیر انتخاب شد و لوح سپاس به نویسندهٔ آن اعطا شد. رمان ده مرده هم یکی از سه نامزد دریافت جایزهٔ هوشنگ گلشیری بود که در آن سال جایزهٔ رمان اول به هیچ کتابی تعلق نگرفت.
همچنین سه رمان دهِ مرده، طرح کودتا در سه ضرب و کتاب اعتیاد پس از چاپ اول اجازهٔ تجدید چاپ نیافته‌اند.
از وقفی‌پور تاکنون چندین عنوان رمان و مجموعهٔ شعر و بیشتر از پنجاه عنوان ترجمه منتشر شده است. آثار ترجمهٔ او حوزه‌های ادبیات، نظریهٔ ادبی، زیبایی‌شناسی، فلسفه و روان‌شناسی را در بر می‌گیرند. همچنین، از او مقالات و نقد و نظرهای بسیاری از اواسط دههٔ ۱۳۷۰ تاکنون در روزنامه‌ها و مجلاتی چون شرق، اعتماد، آدینه، فرهنگ و توسعه، دنیای سخن و کارنامه منتشر شده است. وقفی‌پور از معدود افرادی است که در ایران به شرح و تدریس نظریات لاکان پرداخته و هم‌اکنون، جز همکاری با چند مؤسسهٔ انتشاراتی به عنوان سرگروه و کارشناسِ بخش ترجمه، در آموزشگاه‌های خصوصی به تدریس روان‌شناسی لاکانی مشغول است.
از وقفی‌پور آثار ترجمه نیز منتشر شده است. ترجمهٔ او از رمان در ستایش مرگ نوشتهٔ ژوزه ساراماگو یکی از ۷ اثر منتخب بخش ادبیات داستانی غیرایرانی جایزه ادبی «روزی روزگاری» در سال ۱۳۸۹ بود و مرگ و پنگوئن آندری کورکف نیز با ترجمهٔ او در سال ۱۳۸۷ در میان آثار منتخب همین جایزهٔ ادبی قرار گرفت.
وی از اعضای هیئت داوران جایزه منتقدان و نویسندگان مطبوعاتی و جایزه ادبی والس نیز بوده است.

## آثار تألیفی

### ادبیات داستانی
- دهِ مرده، انتشارات نیم‌نگاه، ۱۳۸۱
- کودتا در سه ضرب، نشر ناصرین، ۱۳۸۳
- کتاب اعتیاد، نشر قصه، ۱۳۸۴
- سبک‌های حسادت، نشر نیماژ، ۱۳۹۴
- فصل‌های دوزخی انتهای اتوبان ۶۱، نشر نیماژ، ۱۳۹۵
- دست بد، نشر نیماژ، ۱۳۹۷
- ایستاده در استوای شب، نشر شمشاد، ۱۳۹۷

### شعر
- پس از جهنم، نشر دیباچه، ۱۳۹۳
- مسافرت از اتاق تا بیرون… و بالعکس، نشر افراز، ۱۳۹۵

### نظریه ادبی
- پس از بابل (ایده‌هایی پراکنده دربارهٔ بوف کور و نظریه ادبی در ایران)، نشر مروارید، ۱۳۹۰

### روانکاوی
- هیولا، نشر رخداد نو، ۱۳۹۱
- پدران خفته و اشباح عروسک‌خانه، نشر دیباچه، ۱۳۹۴
- نامه و ملاقات‌ها: لکان بدون فروید، با دلوز، از دریدا و جویس، نشر چترنگ، ۱۳۹۵
- محبوس در هزارتو یا مذاب در آسمان، نشر نیماژ، ۱۳۹۷
- وزرات فکر و دانش سیاست، نشر نیماژ، ۱۳۹۷
- ایده روانکاوی، نشر سیب سرخ، ۱۳۹۹

## آثار ترجمه

### ادبیات داستانی
- عشق، نوشتهٔ تونی موریسون، انتشارات کاروان، ۱۳۸۴
- مرگ و پنگوئن، نوشتهٔ آندری کورکف، انتشارات روزنه، ۱۳۸۶
- دیو باید بمیرد، نوشتهٔ سسیل دی لوئیس، نشر نیلوفر، ۱۳۸۶
- بال‌های شکسته، نوشتهٔ جبران خلیل جبران، نشر مروارید، ۱۳۸۸
- در ستایش مرگ، نوشتهٔ ژوزه ساراماگو، نشر مروارید، ۱۳۸۹
- معمای کلاه فروش، نوشتهٔ ژرژ سیمنون، اریک امبلر و …، نشر چشمه، ۱۳۸۹
- مورچه آرژانتینی، نوشتهٔ ایتالو کالوینو، انتشارات کاروان، ۱۳۹۰
- پرنده‌های آماده به پرواز، نوشتهٔ پاتریشیاهای اسمیت، نشر رازگو، ۱۳۹۸
- راهنمای حرفهٔ کارآگاهی، نوشته جدیدیه بری، نشر سیب سرخ، ۱۳۹۸

### نظریه و فلسفه هنر
- جستارهایی در باب مطالعات فرهنگی، گردآورنده: سایمون دیورینگ، ترجمه مشترک با نیما ملک‌محمدی، نشر تلخون، ۱۳۸۲
- ماتریکس و فلسفه: به برهوت واقعیت خوش آمدید، گردآورنده: ویلیام اروین، ترجمه مشترک با نیما ملک‌محمدی، انتشارات فارابی، ۱۳۸۵
- جامعه‌شناسی هنر، گردآوری و ترجمه، نشر مروارید، ۱۳۸۹
- شعر و پدیدارشناسی، نشر افراز، ۱۳۹۸

### نظریه ادبی
- فرا داستان، نوشتهٔ پاتریشیا وو، نشر چشمه، ۱۳۹۰.

### روانکاوی
- تلی از تصاویر شکسته، مقالاتی از زیگموند فروید، اسلاوی ژیژک، ژاک آلن میلر و …، نشر چشمه، ۱۳۹۰.
- سردی و سبعیت (تک‌نگاری در باب مازوخ)، نشر رازگو، ۱۳۹۴